# 13.º Troféu HQ Mix
O 13º Troféu HQ Mix, referente aos lançamentos de quadrinhos de 2000, teve seu resultado divulgado em 12 de setembro de 2001. A premiação ocorreu em 31 de outubro, no Theatro São Pedro, em São Paulo. A abertura do evento foi feita pela dupla de humor Os Charles, seguido por Jal e Gual, criadores do prêmio, que fizeram as considerações iniciais. O prêmio foi apresentado por Serginho Groisman. O troféu (que homenageia um autor diferente a cada ano) representava a personagem Rê Bordosa, de Angeli, e foi confeccionado pelos artistas plásticos Olintho Tahara e Anália Tahara. A escolha dos premiados foi realizada por votação organizada pela Associação dos Cartunistas do Brasil.

## Prêmios
| Categoria                            | Vencedor |
| Desenhista nacional                  | Lourenço Mutarelli                                                                                            |
| Desenhista estrangeiro               | Ivo Milazzo                                                                                                   |
| Roteirista nacional                  | André Diniz                                                                                                   |
| Roteirista estrangeiro               | Alan Moore |
| Desenhista revelação                 | Fabio Yabu |
| Chargista                            | Angeli |
| Caricaturista                        | Loredano |
| Cartunista                           | Spacca |
| Ilustrador                           | Mariza |
| Colorista                            | Lílian Maruyama                                                                                               |
| Hall da fama                         | Edmundo Rodrigues                                                                                             |
| Revista infantil                     | Turma da Mônica                                                                                               |
| Revista de humor                     | Bundas |
| Revista mix                          | Canalha (editora Brainstore)                                                                                  |
| Revista de aventura e ficção         | Mirabilia (Wellington Srbek)                                                                                  |
| Graphic novel nacional               | Fawcett (André Diniz e Flavio Colin / Editora Nona Arte)                                                      |
| Graphic novel estrangeira            | Palestina - uma nação ocupada (Joe Sacco / Conrad Editora)                                                    |
| Minissérie nacional                  | Combo Rangers Revolution (Fabio Yabu e Ulisses Pérez / Editora JBC)                                           |
| Minissérie estrangeira               | Batman e Tarzan (Ron Marz e Igor Kordey / Mythos Editora)                                                     |
| Revista seriada                      | Dragon Ball (Akira Toriyama / Conrad Editora)                                                                 |
| Revista sobre HQ                     | Herói 2000 (Conrad Editora)                                                                                   |
| Edição especial                      | Restolhada (Marcatti /Opera Graphica)                                                                         |
| Revista independente                 | Hipocampo (Amaral)                                                                                            |
| Projeto gráfico                      | Graffiti |
| Álbum de humor                       | Luke & Tantra (Angeli / editora Devir)                                                                        |
| Álbum de ficção                      | O rei do ponto (Lourenço Mutarelli / editora Devir)                                                           |
| Álbum de aventura                    | Ken Parker - um príncipe para Norma (Giancarlo Berardi, Ivo Milazzo e Giorgio Trevisan / Tendência Editorial) |
| Álbum infantil                       | Suriá e o mundo do circo (Laerte / Devir)                                                                     |
| Álbum de clássico                    | Gen - Pés Descalços - O Dia Seguinte (Keiji Nakazawa / editora Conrad)                                        |
| Álbum erótico                        | Volúpia (Julio Shimamoto / Opera Graphica)                                                                    |
| Álbum de terror                      | Do Inferno (Alan Moore e Eddie Campbell / Via Lettera)                                                        |
| Livro de charges                     | Humor do fim do século (Clériston, Lailson, Miguel, Ronaldo e Samuca)                                         |
| Livro de cartum                      | Paraíba e Piauí no cartum - com todo o risco (vários autores)                                                 |
| Livro de ilustração                  | Lábaro estrelado (J. Carlos)                                                                                  |
| Álbum de figurinhas                  | Pokémon ([Editora Panini]])                                                                                   |
| Tira nacional                        | Aline (Adão Iturrusgarai)                                                                                     |
| Tira estrangeira                     | Dilbert (Scott Adams)                                                                                         |
| Projeto editorial                    | Humor Brasil 500 anos (cooperativa de artistas)                                                               |
| Desenho animado curta                | Os Idiotas, mesmo! (Alan Sieber)                                                                              |
| Desenho animado longa                | A Fuga das Galinhas (Aardman Animations/DreamWorks)                                                           |
| Desenho animado para TV              | Rugrats (Nickelodeon)                                                                                         |
| Exposição                            | Humores nunca dantes navegados, no Rio Grande do Sul                                                          |
| Adaptação para outro veículo         | X-Men: O Filme                                                                                                |
| Produto licenciado                   | Guaraná Caçulinha - Pokémon                                                                                   |
| Empresa de licenciamento             | Nintendo |
| Linha de toys (action figures)       | Rugrats |
| Site sobre HQ                        | Universo HQ                                                                                                   |
| Site de HQ                           | Cybercomix |
| Personagem destaque                  | Aline |
| Valorização da HQ                    | São Vicente, a primeira sempre (Projeto 500 anos de Brasil em Quadrinhos)                                     |
| Editora do ano                       | Conrad Editora                                                                                                |
| Homenagem especial                   | Álvaro de Moya, pelos 50 anos da Primeira de Histórias em Quadrinhos do Mundo                                 |
| Jornalista especializado no segmento | Sidney Gusman                                                                                                 |
| Grande contribuição do ano           | Imago Days, lista de discussão de artistas na internet                                                        |
| Fanzine                              | Enzima, de Belo Horizonte                                                                                     |